# Bojanska crkva
Bojanska crkva sv. Nikole i Pantelejmona (bug. Боянска църква „Св. Никола и Пантелеймон“) je srednjovjekovna bugarska pravoslavna crkva u sofijskom predgrađu Bojana. UNESCO je crkvu 1979. uvrstio na svoj popis Svjetske baštine.

## Odlike
Crkva se sastoji od tri dijela izgrađena u 10. i 13. (Drugo Bugarsko Carstvo), te obnovljenog dijela iz 19. stoljeća. Najstariji dio je mala crkva tlocrta upisanog grčkog križa s jednom apsidom i križnim svodom. Kasniji dodatak je dvokatni mauzolej sevastokratora (prvi poslije Cara) Kalojana, unuka Stefana Nemanje, i njegove žene Desislave s dvije arkosilije na prizemlju, te obiteljskom kapelom s bačvastim svodom na katu. Izvana je ukrašena keramičkim ornamentima. Posljednji dodatak je izgrađen donacijama lokalnog stanovništva u 19. stoljeću.
Crkva je najpoznatija po svojim freskama iz 1259. godine, koje su naslikane preko još starijih slika i pružaju jedan od najkompletnijih i najbolje očuvanih primjera srednjovjekovne pravoslavne umjetnosti. Na freskama je prikazano 89 prizora s 240 ljudskih figura i osebujni stil umjetnika predstavlja jasan odmak od strogih normi bizantske slikarske škole. 18 prizora u narteksu oslikava život sv. Nikole na kojima je slikar oslikao tadašnju svakodnevnicu. Tako "Čudo na moru" prikazuje tadašnje brodove poput mletačke flote. Portreti patrona crkve, Kalojana i njegove žene Desislave, kao i oni careva Konstantina Tikha i carice Irine, smatraju se najživotnijim portretima svog doba, a nalaze se na sjevernom zidu crkve.
Ravnatelj Nacionalnog povijesnog muzeja u Sofiji, Božidar Dimitrov, istaknuo je kako je nedavno, tijekom restauracije, otkriveno ime do tada nepoznatog umjetnika na natpisu koji glasi: "Zograf Vasilij iz sela Subonoša, Sersko i njegov šegrt Dimitar".
- Stari dio crkve
- Apsida iz 10. st.
- Zograf Vasilij, Isus s mudracima
- Zograf Vasilij, Čudesni ribolov
- Zograf Vasilij, Car Konstantin i carica Irina
- Freska bugarske plemkinje Desislave